# Gigi Vigliani
Gigi Vigliani, pseudonimo di Luigi Viglioglia (Roma, 15 giugno 1960), è un imitatore italiano.

## Biografia
Dopo gli studi si dedica inizialmente ad un'attività commerciale, lavorando come ispettore di vendite per una ditta di caffè. Si scopre uomo di spettacolo quasi per caso, cantando con gli amici durante una cena. Muove i primi passi della sua carriera artistica nel 1983 partendo dai piccoli locali per poi avvicinarsi agli eventi legati alla comunicazione ed al marketing delle aziende.
Il 2 dicembre 1983 esordisce in Tv su RAI 1 con il programma Forte Fortissimo TV Top, presentato da Barbara D'Urso, Sammy Barbot e Corinne Cléry. 
Fra le numerose partecipazioni televisive Ci vediamo in TV, sempre su RAI 1, presentato da Paolo Limiti, che lo valorizza, oltre che come imitatore di cantanti quali Claudio Baglioni, Renato Zero e Lionel Richie, anche come comico.
È anche autore e regista teatrale, partecipando alla realizzazione di spettacoli come Diffidate dalle imitazioni, inscenato al teatro Tendastrice di Roma nella stagione 1993-1994; Mediolanum Tour (tra il 1996 e il 2000), duettando con artisti come Ron, Anna Oxa, Fausto Leali e Amii Stewart; Il mangiadischi (2001-2002) trasmesso al teatro Bagaglino di Roma; Giro Mediolanum (2003-2004); Continuate a diffidare dalle imitazioni (2004).

## Televisione
- Forte Fortissimo TV Top, Rai 1 (1984)
- Disco slalom, Rai 2 (1985)
- Proffimamente non stop, Rai 1(1986)
- Giro Festival, Rai 2 (1986)
- Cantando cantando, Canale 5 (1987)
- Sereno variabile, Rai 1 (1988)
- Tappeto volante, TMC (1994)
- Maurizio Costanzo Show, Canale 5 (1994-1997)
- Notte di Capodanno '94, Italia 1 (1994)
- Miss Italia nel mondo, Rai 1 (1995)
- Regalo di Natale, Rai 1 (1995)
- E l'Italia racconta Rai 2 (1996)
- Festival di Castrocaro '96, Rai 1, (1996-1998)
- Ci vediamo in tv, Rai 2 (1997-1998)
- Sarabanda, Italia 1 (1997)
- Speciali Paolo Limiti (1997)
- Io amo gli animali, Rai 2 (1999)
- Alle 2 su Rai 1, Rai1 (1999-2000)
- Napoli prima e dopo, Rai 1 (1999)
- La vita in diretta, Rai 2 (2000-2002)
- Premiata Teleditta, Canale 5 (2000)
- Alle 2 su Rai 1, Rai 1 (2000-2001)
- Limiti show, Rai 2, (2002-2003)
- Domenica in, Rai 1 (2004-2005-2006)
- Uno Mattina, Rai 1, (2007-2008)
- Serata d'onore, Rai 2, (2008)
- Premio Alghiero Noschese, Rai 1, (2009)
- Domenica In, Rai 1, (2009)
- Pomeriggio 5, Canale 5, (2010-2011)
- E state con noi in tv, Rai 1 (2012)